# Природни хорор филм
Природни хорор (енгл. Natural horror) је поджанр хорор филма где природа, а најчешће животиње тероришу људе. Природне силе добиjajy људске особине. Први велики режисери оваквог типа хорора су Алфред Хичкок и Стивен Спилберг.
Као и код већине хорора, први облик овог типа је изашао давне 1925. године. За први природни хорор може ce сматрати Изгубљени свет. Природни хорор филм који многи сматрају за први успешни у овом поджанру је филм Алфреда Хичкока из 1963. године, Птице. Један од најуспешнијих филмова овог типа је Ајкула из 1975. култног режисера Стивена Спилберга. Касније се из Хичкоковог филма изродио и други део, мада је добио знатно лошије критике од првог. Из Спилберговог је чак и настала цела франшиза чија је тема слична оригиналу.
Пошто су први квалитетни филмови овог поджанра постигли комерцијални успех и релативно добре критике, у наредним деценијама је снимљен велики број сличних филмова. Филмови која су постигли највећи успех који може да парира претходно наведеним су Пирана (1978), Арахнофобија (1990) и Анаконда (1997).

## Животиње у природном хорору
У природним хорор филмовима се углавном највише појављују мутиране животиње. Поред животиња, има и биљака и неких других природних сила, али ређе. Мутанти животиње који су се појављивали кроз историју оваквих филмова су често и у стварности опасне животиње попут паука, разних инсеката и рептила. Има и смешнијих животиња у оваквој улози попут октопода или жаба, а појављују се чак и сисари. Неки филмови, као што су Кинг Конг и Годзила, такође имају елементе природног хорора.